# Beloblazinasta zamazanka
Beloblazinasta zamazanka (znanstveno ime Exidia thuretiana) je gliva iz rodu zamazank (Exidia).

## Značilnosti
Beloblazinaste zamazanke tvorijo blazinaste želatinaste trosnjake velike okoli 1 cm. Posamezne gobice se hitro zružijo v skupino in pogosto potekajo po celotni dolžini odmrlih vej. So valovite ali nagubani in so belkaste barve, občasno z oker ali rožnatimi odtenki. Zgornja površina s trosi (himenij) je gladka in neprozorna. Lahko ima prašno prevleko.
Nima posebnega vonja in okusa.

## Razširjenost in življenjski prostor
Rastejo na jeseni in pozimi na trohnečem lesu, najpogosteje na odpadlih bukovih vejah, a tudi na drugih listavcih kot so hrast, leska, jesen in jablana.

## Mikroskopske značilnosti
Trosni prah je bele barve. Mikroskopske značilnosti so tipične za celoten rod zamazank (Exidia). Bazidiji, celice specializirane za proizvodnjo trosov, so elipsoidni, septirani (pregrajeni) in veliki 15–25 × 8–13 μm. Trosi so klobasaste oblike, vsebujejo drobne oljne kapljice, veliki 13–18 x 5.5–7 μm.

## Podobne vrste
- zvijugana majavka (Naematelia encephala) ima drugačno oblikovane trose.
- prosojna jedrnica (Myxarium nucleatum) je podobno obarvana, vendar nikoli ni nagubana in vsebuje vidne, bele, zrnate vključke. Razlikuje se tudi po pecljatih bazidijih.[3]

## Uporabnost
Neužitna.

## Taksonomija
Vrsto je prvi opisal leta 1848 Joseph-Henri Léveillé kot Tremella thuretiana.
V rod zamazank (Exidia) jo je leta 1874 prenesel Fries.

## Galerija slik
- Trosnjak
- Trosi
- Klijoči trosi